# Oscar Brandão
Oscar Brandão Guimarães (* 24. Mai 1985 in Rio de Janeiro) ist ein brasilianischer Beachvolleyballspieler.

## Karriere
Oscar spielte von 2002 bis 2005 Beachvolleyball auf verschiedenen nationalen und internationalen Jugendturnieren. Von 2007 bis 2012 war er mit verschiedenen Partnern auf nationalen Turnieren aktiv und landete mehrmals auf dem Siegertreppchen. An der Seite von Thiago Santos Barbosa hatte er 2013 seine ersten Auftritte bei der FIVB World Tour. Beste Ergebnisse waren fünfte Plätze in Anapa und Durban. 2014 und 2015 spielten Oscar/Thiago fast ausschließlich auf nationalen Turnieren. 2016 bildete Oscar ein neues Duo mit André Loyola Stein. Nach einem neunten Rang beim heimischen Turnier in Maceió schwankten die Ergebnisse der beiden Brasilianer auf der World Tour 2016. Nach einem schwächeren Auftritt in Vitória wurden sie in Doha Fünfte, bevor sie in Xiamen wieder früh ausschieden. In Fortaleza feierten sie im Finale gegen die Deutschen Erdmann/Matysik ihren einzigen Turniersieg auf der World Tour. Bei den Panamerikanischen Spielen 2019 in Lima belegte Oscar mit Thiago Platz sieben. 2021 spielte Oscar zwei Turniere mit Saymon Barbosa Santos.